# 스트라스부르 대성당
스트라스부르의 성모 주교좌 성당(프랑스어: cathédrale Notre-Dame de Strasbourg) 또는 스트라스부르 주교좌 성당, 스트라스부르 대성당은 스트라스부르 주교좌가 있는 프랑스의 로마 가톨릭교회 주교좌 성당이다.

스트라스부르 대성당 - Cathédrale Notre-Dame de Strasbourg
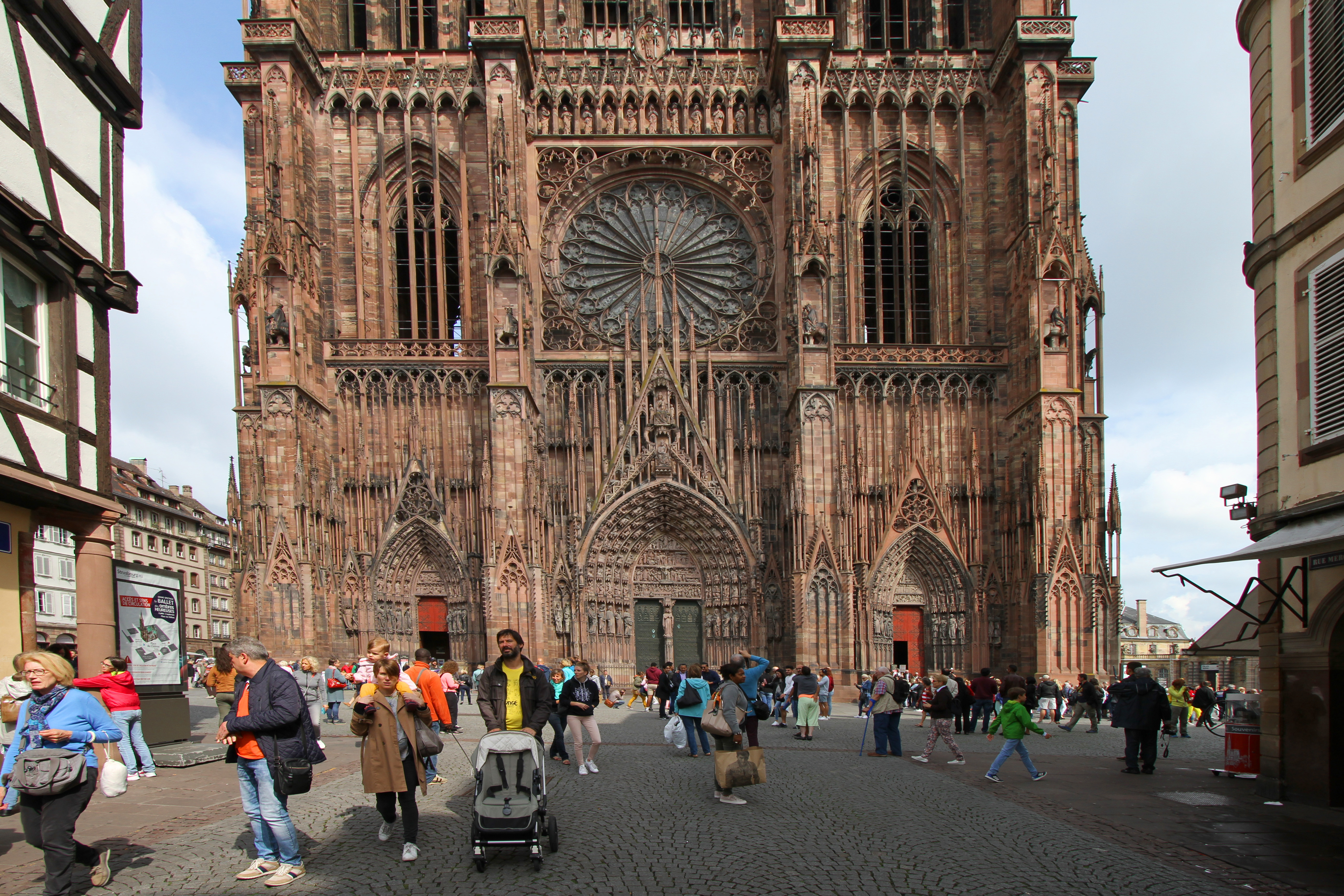
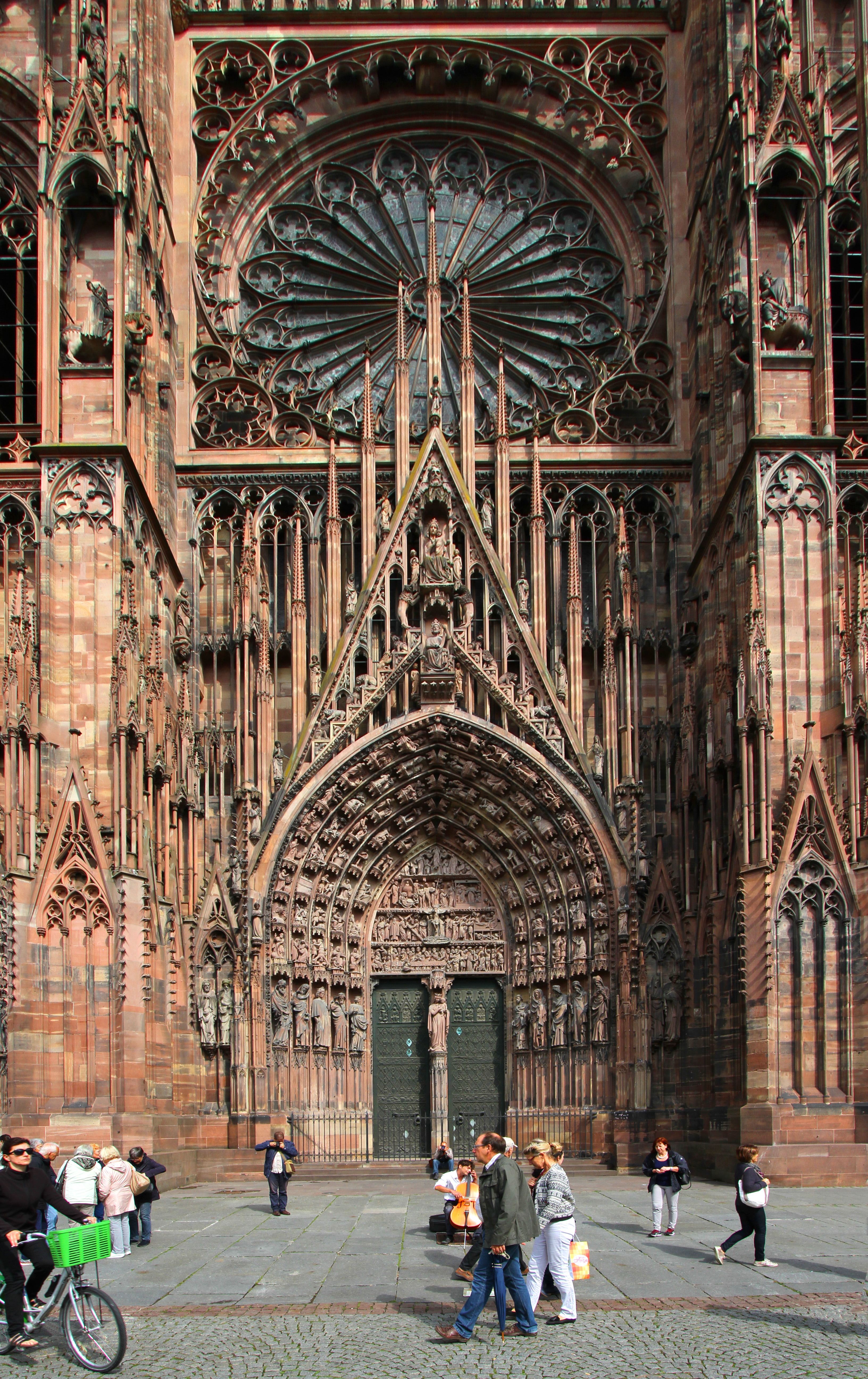
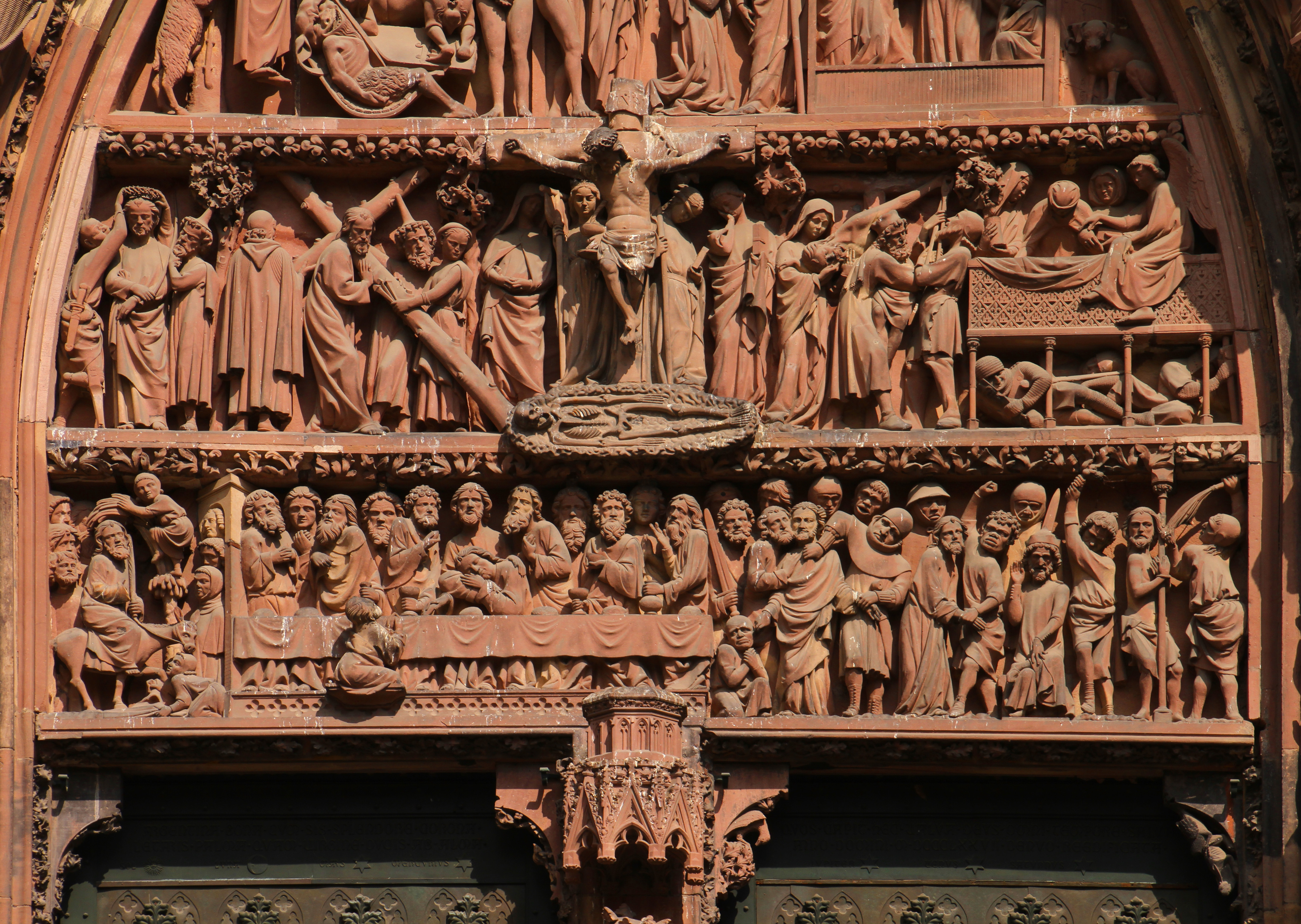
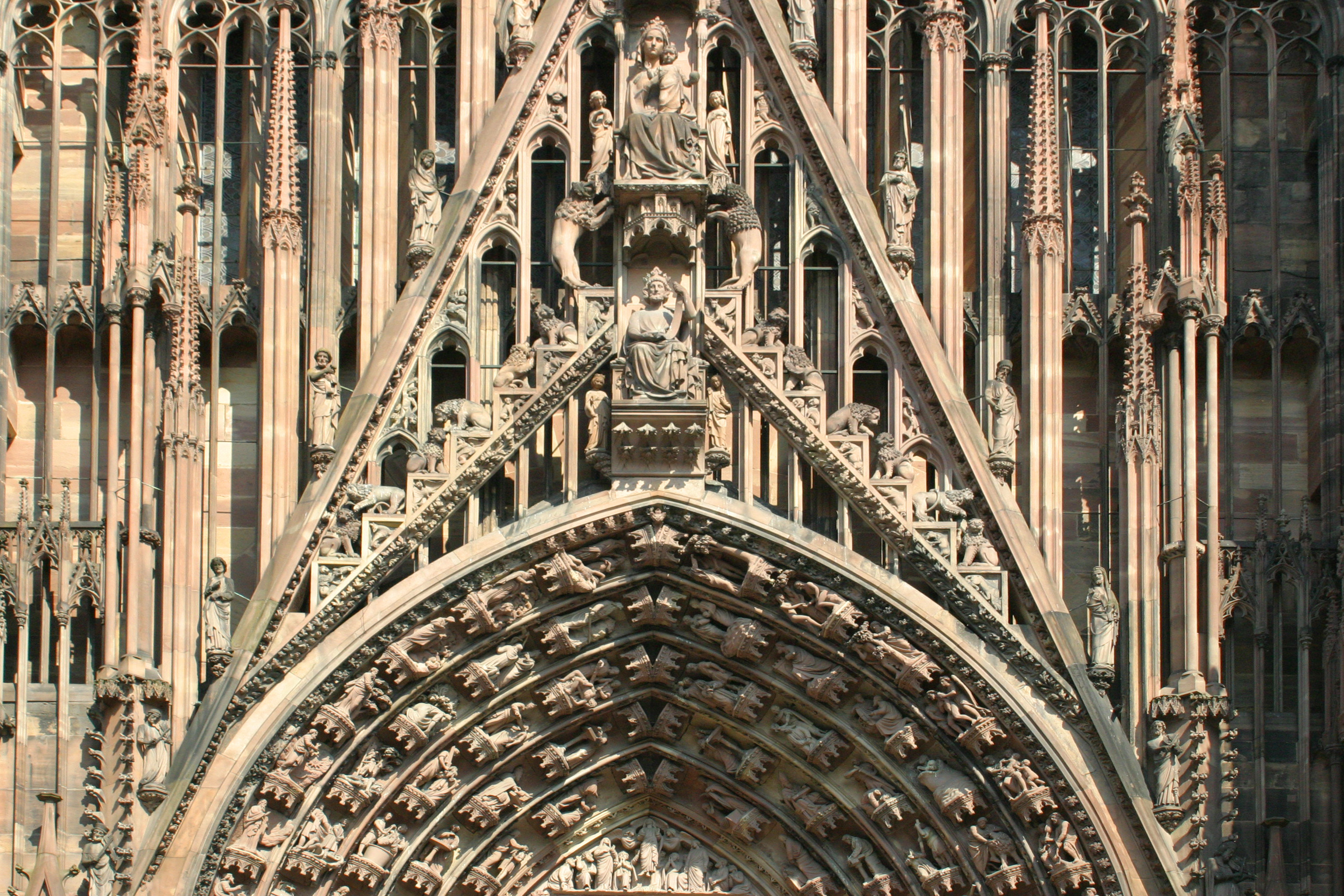
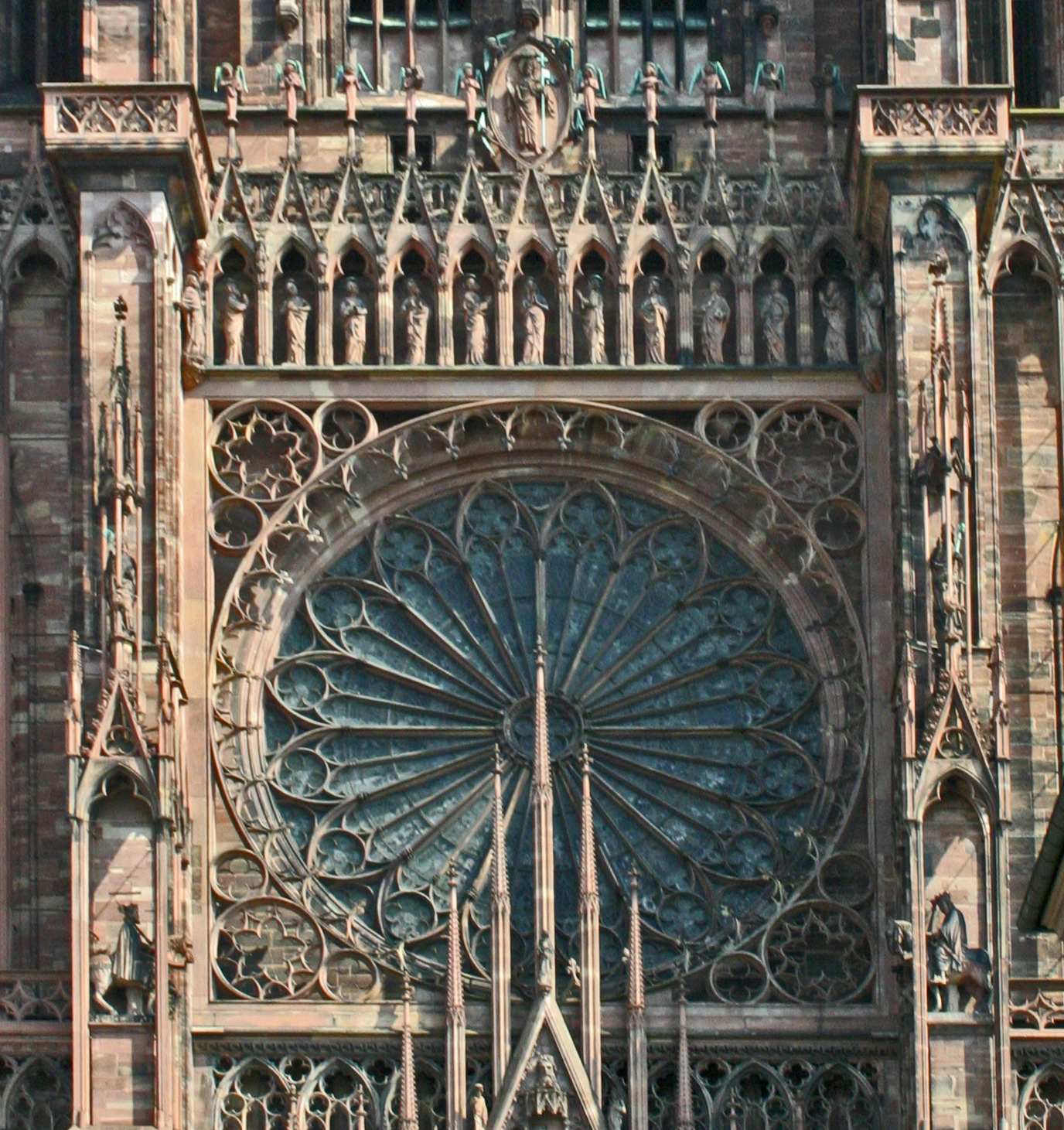
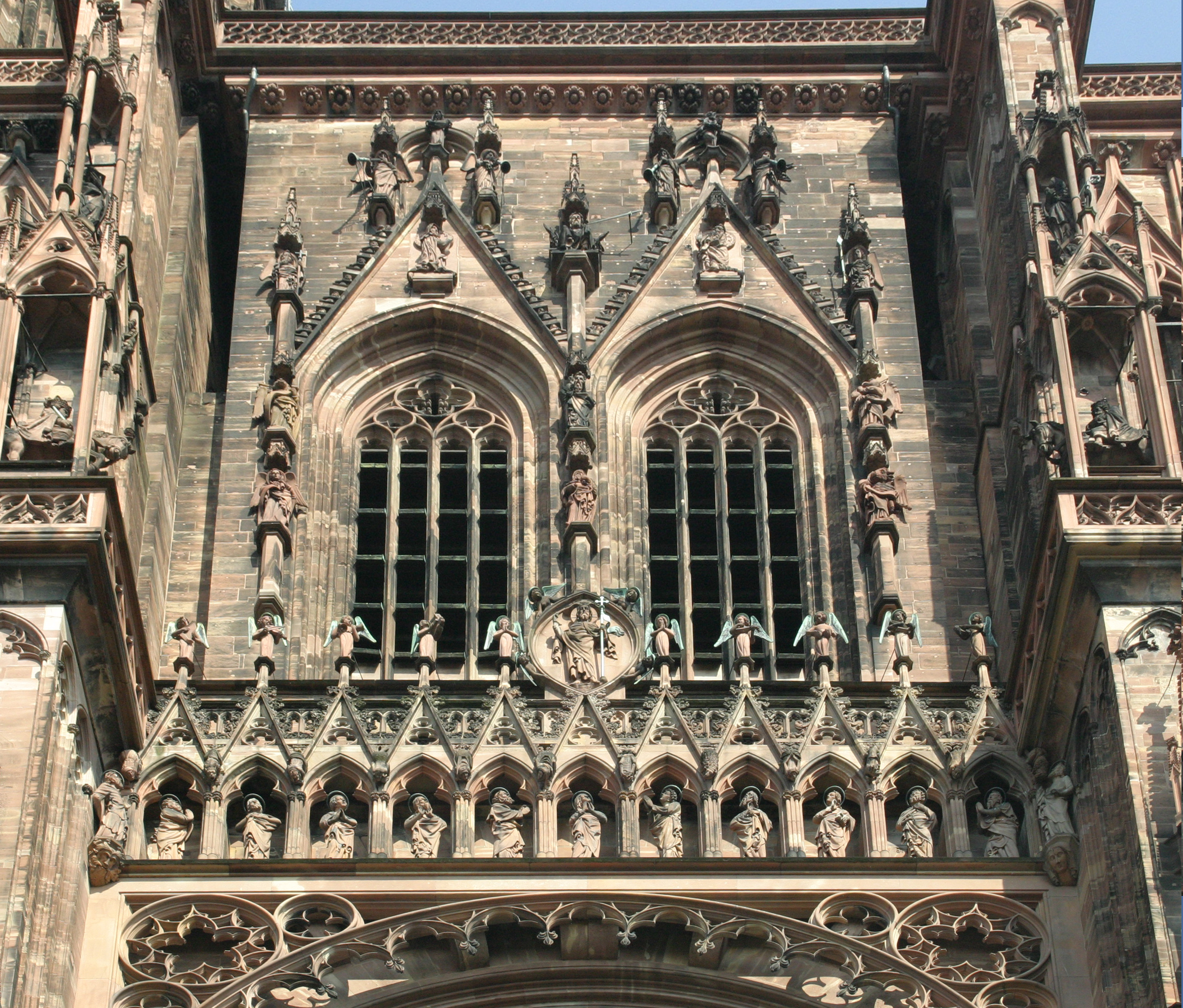
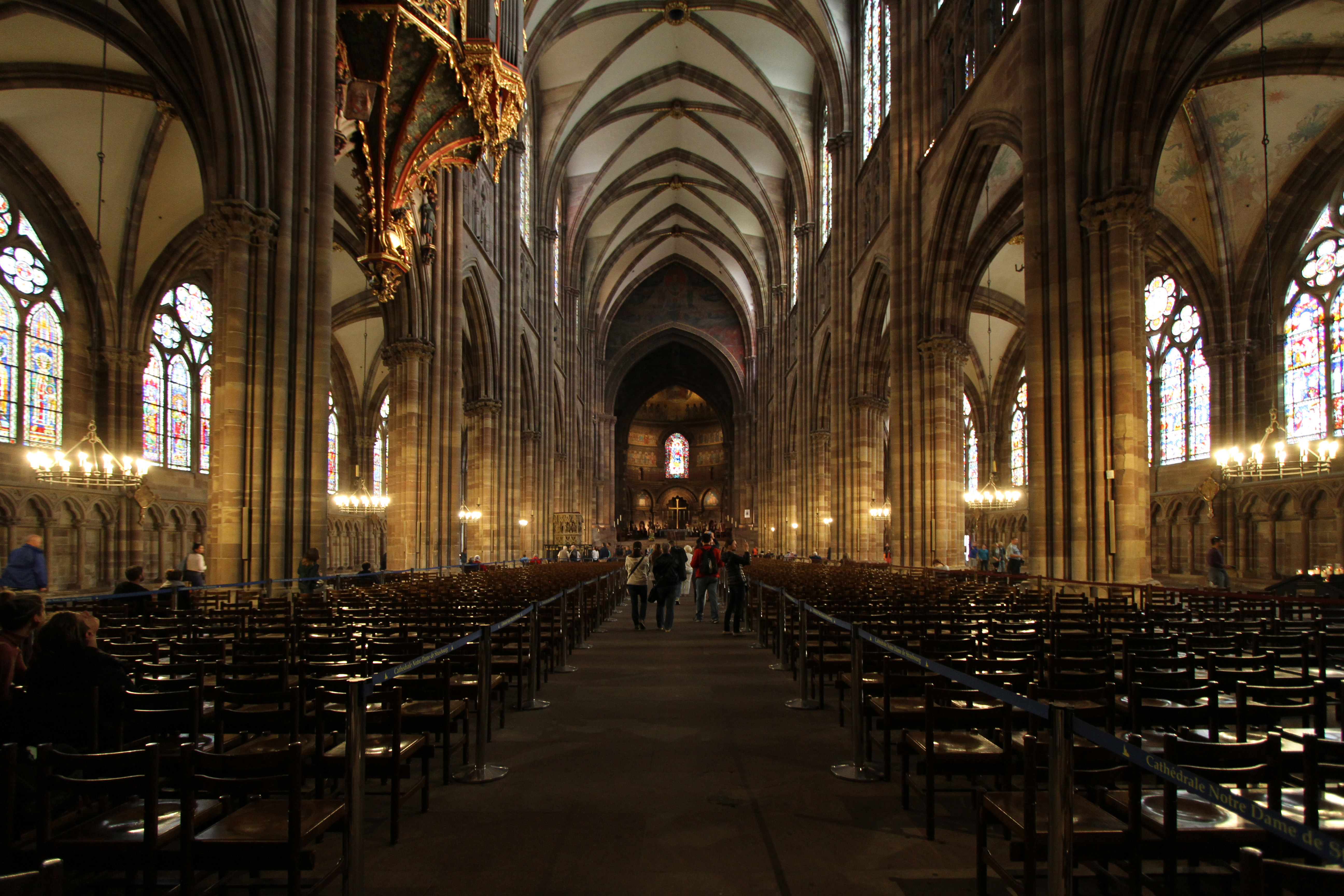
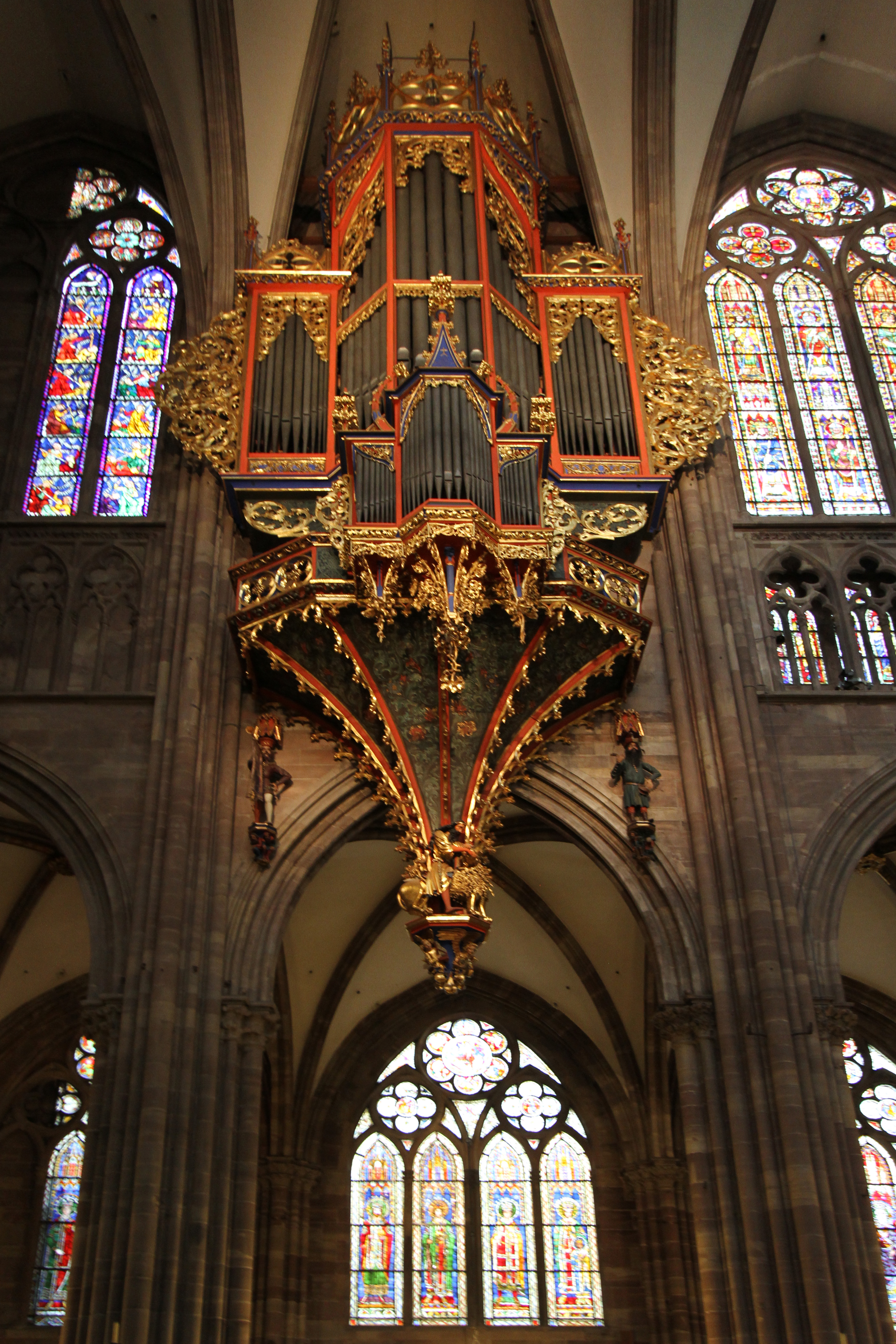
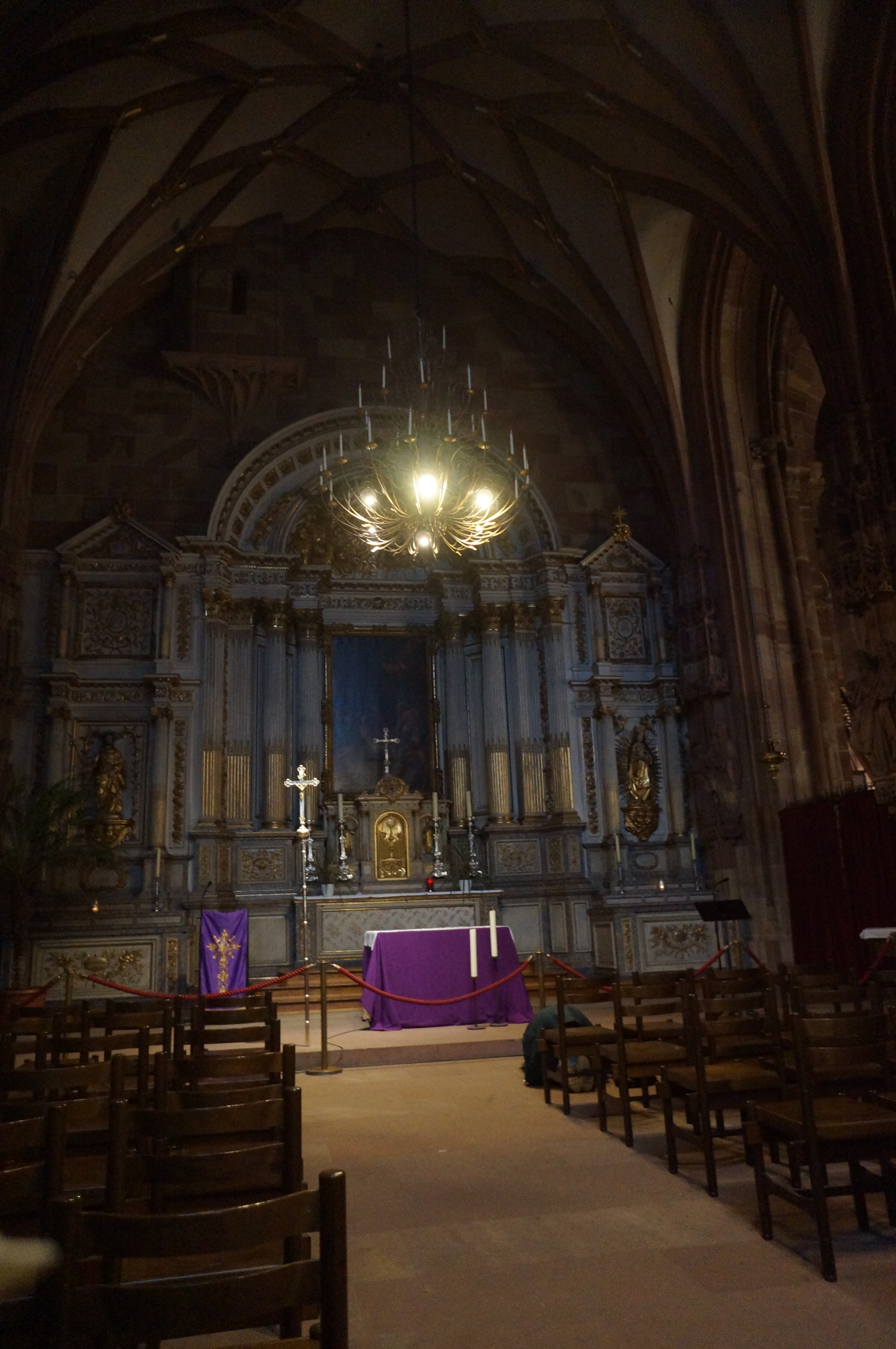
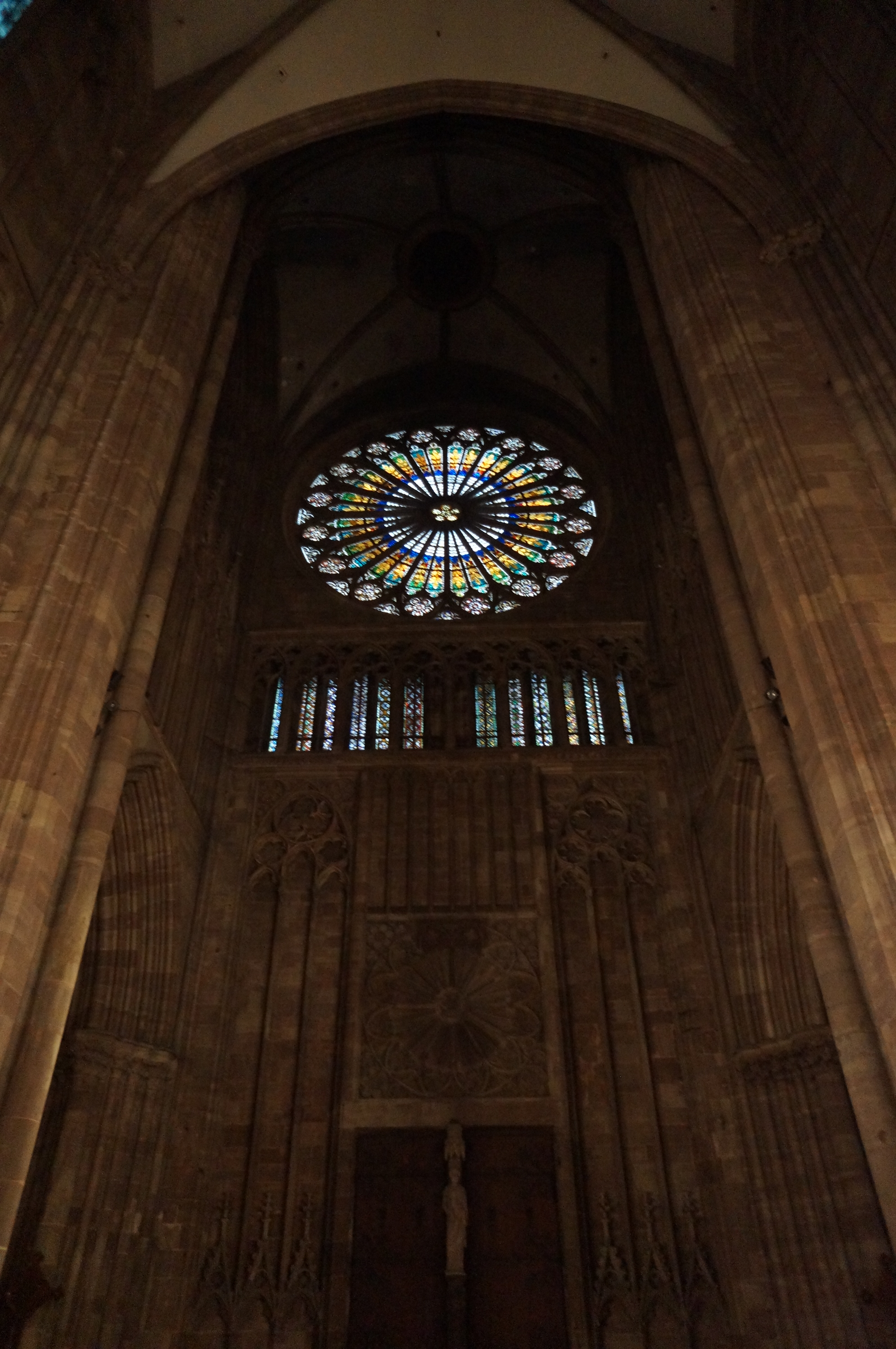